# Prometeusze
Stowarzyszenie Pomocy Chorym z HCV „Prometeusze” – największa w Polsce organizacja pozarządowa działająca na rzecz chorych z wirusowym zapaleniem wątroby typu C ([HCV]) oraz typu B ([HBV]). Powstała z inicjatywy chorych w 2002 r. w Krakowie. Siedziba ma we Wałbrzychu. 
Zadania Stowarzyszenia:
- Pomoc chorym w uzyskaniu dostępu do informacji o wirusie zapalenia wątroby typu C.
- Propagowanie informacji o tym wirusie i chorobie jaką on powoduje, czyli o wirusowym zapaleniu wątroby typu C (Hepatitis C) wśród społeczeństwa polskiego.
- Tworzenie i udostępnianie informacji na temat placówek służby zdrowia, które leczą Hepatitis C.
- Kontakt z innymi organizacjami, stowarzyszeniami, instytucjami rządowymi i pozarządowymi w celu uzyskania ogólnej poprawy ogólnej sytuacji i leczenia chorych - zakażonych wirusem HCV.

- Propagowanie profilaktyki, powstrzymanie rosnącej ilości zakażeń wirusami hepatotropowymi typu C poprzez propagowanie oświaty zdrowotnej, zgodnej z zasadami ustalonymi przez stacje sanitarno-epidemiologiczne, Państwowy Zakład Higieny, lekarzy specjalistów chorób zakaźnych, hepatologów, epidemiologów.
- Wsparcie psychologiczne w okresie choroby i leczenia.

Stowarzyszenie posiada 6 wojewódzkich Przedstawicielstw Generalnych w: Warszawie, Krakowie, Poznaniu, Gdańsku, Chorzowie i Lublinie, w których odbywają się comiesięczne spotkania o tematyce HCV z udziałem lekarzy chorób zakaźnych, a także grupy wsparcia psychologicznego i terapie z udziałem psychologów.
Założycielem i Prezesem Zarządu Stowarzyszenia jest Jarosław Chojnacki.